# Marian Rejewski
 Der er for få eller ingen kildehenvisninger i denne artikel, hvilket er et problem. Du kan hjælpe ved at angive troværdige kilder til de påstande, som fremføres i artiklen.

Marian Adam Rejewski (født 16. august 1905, død 13. februar 1980) var en polsk matematiker og kryptolog. 
Da polakkerne indså, at en invasion fra Nazi-Tyskland var nært forestående, besluttede Marian Rejewski og hans kolleger Jerzy Różycki og Henryk Zygalski at aflevere deres reserve Enigmaer i midten af 1930'erne til englænderne og franskmændene via diplomatbagage, sammen med oplysninger fra Rejewski .
Englændernes andel gik til Bletchley Park. De var årsagen til, at det lykkedes englænderne at bryde Enigma-koden, først som 3 hjulet, senere som 4 hjulet. Det lykkedes for mange polske og franske kryptografer at flygte til England. De blev dog aldrig benyttet på Bletchley Park, der var meget hemmelig.
Marian Rejewski og hans kolleger var som de første med til at bryde Enigma-koden.
De var med til at forkorte 2. verdenskrig.